# Olaf Ingebrigtsen
Olaf Ingebrigtsen (Ingebretsen) (Oslo, 1892. május 24. – Bærum, 1971. július 20.) olimpiai bronzérmes norvég tornász.
Az 1912. évi nyári olimpiai játékokon tornában svéd rendszerű összetett csapatversenyben bronzérmes lett.
Klubcsapata az Oslo Turnforening volt.